# ثورنتون ويلسون
ثورنتون ويلسون (بالإنجليزية: Thornton Wilson) هو كبير الإداريين التنفيذيين أمريكي، ولد في 8 فبراير 1921 في سيكستون في الولايات المتحدة، وتوفي في 10 أبريل 1999 في بالم سبرينغس في الولايات المتحدة.